# Arrondissement Charleville-Mézières
Das Arrondissement Charleville-Mézières ist eine Verwaltungseinheit des Départements Ardennes in der französischen Region Grand Est. Präfektur ist Charleville-Mézières.
Im Arrondissement liegen elf Wahlkreise (Kantone) und 157 Gemeinden.

## Wahlkreise
| - Kanton Bogny-sur-Meuse - Kanton Charleville-Mézières-1 - Kanton Charleville-Mézières-2 - Kanton Charleville-Mézières-3 - Kanton Charleville-Mézières-4 - Givet | - Kanton Nouvion-sur-Meuse - Kanton Revin - Kanton Rocroi - Kanton Signy-l’Abbaye (mit 35 von 71 Gemeinden) - Kanton Villers-Semeuse |

## Gemeinden
Die Gemeinden des Arrondissements Charleville-Mézières sind:
| 1. Aiglemont (08003)*            | 2. Anchamps (08011)                | 3. Antheny (08015)                  | 4. Aouste (08016)                    |
| 5. Arreux (08022)                | 6. Aubigny-les-Pothées (08026)     | 7. Aubrives (08028)                 | 8. Auge (08030)                      |
| 9. Auvillers-les-Forges (08037)  | 10. Baâlons (08041)                | 11. Barbaise (08047)                | 12. Belval (08058)                   |
| 13. Blanchefosse-et-Bay (08069)  | 14. Blombay (08071)                | 15. Bogny-sur-Meuse (08081)         | 16. Bossus-lès-Rumigny (08073)       |
| 17. Boulzicourt (08076)          | 18. Bourg-Fidèle (08078)           | 19. Bouvellemont (08080)            | 20. Brognon (08087)                  |
| 21. Cernion (08094)              | 22. Chagny (08095)                 | 23. Chalandry-Elaire (08096)        | 24. Champigneul-sur-Vence (08099)    |
| 25. Champlin (08100)             | 26. Charleville-Mézières (08105)   | 27. Charnois (08106)                | 28. Chilly (08121)                   |
| 29. Chooz (08122)                | 30. Clavy-Warby (08124)            | 31. Cliron (08125)                  | 32. Damouzy (08137)                  |
| 33. Deville (08139)              | 34. Dom-le-Mesnil (08140)          | 35. Dommery (08141)                 | 36. Estrebay (08154)                 |
| 37. Étalle (08155)               | 38. Éteignières (08156)            | 39. Étrépigny (08158)               | 40. Évigny (08160)                   |
| 41. Fagnon (08162)               | 42. Fépin (08166)                  | 43. Flaignes-Havys (08169)          | 44. Fligny (08172)                   |
| 45. Flize (08173)                | 46. Foisches (08175)               | 47. Fromelennes (08183)             | 48. Fumay (08185)                    |
| 49. Gernelle (08187)             | 50. Gespunsart (08188)             | 51. Girondelle (08189)              | 52. Givet (08190)                    |
| 53. Gruyères (08201)             | 54. Gué-d’Hossus (08202)           | 55. Guignicourt-sur-Vence (08203)   | 56. Ham-les-Moines (08206)           |
| 57. Ham-sur-Meuse (08207)        | 58. Hannappes (08208)              | 59. Hannogne-Saint-Martin (08209)   | 60. Harcy (08212)                    |
| 61. Hargnies (08214)             | 62. Haudrecy (08216)               | 63. Haulmé (08217)                  | 64. Haybes (08222)                   |
| 65. Hierges (08226)              | 66. Houldizy (08230)               | 67. Issancourt-et-Rumel (08235)     | 68. Jandun (08236)                   |
| 69. Joigny-sur-Meuse (08237)     | 70. La Férée (08167)               | 71. La Francheville (08180)         | 72. La Grandville (08199)            |
| 73. La Horgne (08228)            | 74. La Neuville-aux-Joûtes (08318) | 75. Laifour (08242)                 | 76. Lalobbe (08243)                  |
| 77. Landrichamps (08247)         | 78. Launois-sur-Vence (08248)      | 79. Laval-Morency (08249)           | 80. Le Châtelet-sur-Sormonne (08110) |
| 81. Le Fréty (08182)             | 82. L’Échelle (08149)              | 83. Lépron-les-Vallées (08251)      | 84. Les Ayvelles (08040)             |
| 85. Les Hautes-Rivières (08218)  | 86. Les Mazures (08284)            | 87. Liart (08254)                   | 88. Logny-Bogny (08257)              |
| 89. Lonny (08260)                | 90. Lumes (08263)                  | 91. Maranwez (08272)                | 92. Marby (08273)                    |
| 93. Marlemont (08277)            | 94. Maubert-Fontaine (08282)       | 95. Mazerny (08283)                 | 96. Mondigny (08295)                 |
| 97. Montcornet (08297)           | 98. Montcy-Notre-Dame (08298)      | 99. Monthermé (08302)               | 100. Montigny-sur-Meuse (08304)      |
| 101. Montigny-sur-Vence (08305)  | 102. Murtin-et-Bogny (08312)       | 103. Neufmaison (08315)             | 104. Neufmanil (08316)               |
| 105. Neuville-lès-This (08322)   | 106. Neuville-lez-Beaulieu (08319) | 107. Nouvion-sur-Meuse (08327)      | 108. Nouzonville (08328)             |
| 109. Omicourt (08334)            | 110. Omont (08335)                 | 111. Poix-Terron (08341)            | 112. Prez (08344)                    |
| 113. Prix-lès-Mézières (08346)   | 114. Raillicourt (08352)           | 115. Rancennes (08353)              | 116. Regniowez (08355)               |
| 117. Remilly-les-Pothées (08358) | 118. Renwez (08361)                | 119. Revin (08363)                  | 120. Rimogne (08365)                 |
| 121. Rocroi (08367)              | 122. Rouvroy-sur-Audry (08370)     | 123. Rumigny (08373)                | 124. Saint-Laurent (08385)           |
| 125. Saint-Marceau (08388)       | 126. Saint-Marcel (08389)          | 127. Saint-Pierre-sur-Vence (08395) | 128. Sapogne-et-Feuchères (08400)    |
| 129. Sécheval (08408)            | 130. Sévigny-la-Forêt (08417)      | 131. Signy-l’Abbaye (08419)         | 132. Signy-le-Petit (08420)          |
| 133. Singly (08422)              | 134. Sormonne (08429)              | 135. Sury (08432)                   | 136. Taillette (08436)               |
| 137. Tarzy (08440)               | 138. Thilay (08448)                | 139. Thin-le-Moutier (08449)        | 140. This (08450)                    |
| 141. Touligny (08454)            | 142. Tournavaux (08456)            | 143. Tournes (08457)                | 144. Tremblois-lès-Rocroi (08460)    |
| 145. Vaux-Villaine (08468)       | 146. Vendresse (08469)             | 146. Villers-le-Tilleul (08478)     | 148. Villers-Semeuse (08480)         |
| 149. Villers-sur-le-Mont (08482) | 150. Ville-sur-Lumes (08483)       | 151. Vireux-Molhain (08486)         | 152. Vireux-Wallerand (08487)        |
| 153. Vivier-au-Court (08488)     | 154. Vrigne-Meuse (08492)          | 155. Warcq (08497)                  | 156. Warnécourt (08498)              |
| 157. Yvernaumont (08503)         |                                    |                                     |                                      |

* Zahlen in Klammern sind INSEE-Codes

## Ehemalige Gemeinden
bis 2018: Flize, Balaives-et-Butz, Boutancourt und Élan